# Молодіжна збірна Індонезії з футболу
Молодіжна збірна Індонезії з футболу — національна молодіжна футбольна збірна Індонезії, що складається у залежності від турніру із гравців віком до 19 або до 20 років. Вважається основним джерелом кадрів для підсилення складу основної збірної Індонезії. Керівництво командою здійснює Футбольна асоціація Індонезії.
Команда має право участі у Юнацькому кубку Азії до 19 років, у випадку успішного виступу на якому може кваліфікуватися на молодіжний чемпіонат світу до 20 років. Також може брати участь у товариських і регіональних змаганнях, зокрема у юнацьких чемпіонатах АФФ.
Команда вигравала Юнацький чемпіонат АФФ 2013 і Юнацький кубок Азії 1961. Одноразовий учасник молодіжного чемпіонату світу (у 1979).

## Чемпіонат світу U-20
| Статистика молодіжних чемпіонатів світу | Статистика молодіжних чемпіонатів світу | Статистика молодіжних чемпіонатів світу | Статистика молодіжних чемпіонатів світу | Статистика молодіжних чемпіонатів світу | Статистика молодіжних чемпіонатів світу | Статистика молодіжних чемпіонатів світу | Статистика молодіжних чемпіонатів світу | Статистика молодіжних чемпіонатів світу |
| Рік                                     | Результат                               | Місце                                   | І                                       | В                                       | Н                                       | П                                       | Г+                                      | Г-                                      |
| --------------------------------------- | --------------------------------------- | --------------------------------------- | --------------------------------------- | --------------------------------------- | --------------------------------------- | --------------------------------------- | --------------------------------------- | --------------------------------------- |
| 1977                                    | Не брала участь                         | Не брала участь                         | Не брала участь                         | Не брала участь                         | Не брала участь                         | Не брала участь                         | Не брала участь                         | Не брала участь                         |
| 1979                                    | Групова стадія                          | 16-те                                   | 3                                       | 0                                       | 0                                       | 3                                       | 0                                       | 16                                      |
| 1981                                    | Не кваліфікувалася                      | Не кваліфікувалася                      | Не кваліфікувалася                      | Не кваліфікувалася                      | Не кваліфікувалася                      | Не кваліфікувалася                      | Не кваліфікувалася                      | Не кваліфікувалася                      |
| 1983                                    | Не кваліфікувалася                      | Не кваліфікувалася                      | Не кваліфікувалася                      | Не кваліфікувалася                      | Не кваліфікувалася                      | Не кваліфікувалася                      | Не кваліфікувалася                      | Не кваліфікувалася                      |
| 1985                                    | Не кваліфікувалася                      | Не кваліфікувалася                      | Не кваліфікувалася                      | Не кваліфікувалася                      | Не кваліфікувалася                      | Не кваліфікувалася                      | Не кваліфікувалася                      | Не кваліфікувалася                      |
| 1987                                    | Не кваліфікувалася                      | Не кваліфікувалася                      | Не кваліфікувалася                      | Не кваліфікувалася                      | Не кваліфікувалася                      | Не кваліфікувалася                      | Не кваліфікувалася                      | Не кваліфікувалася                      |
| 1989                                    | Відмовилася                             | Відмовилася                             | Відмовилася                             | Відмовилася                             | Відмовилася                             | Відмовилася                             | Відмовилася                             | Відмовилася                             |
| 1991                                    | Не кваліфікувалася                      | Не кваліфікувалася                      | Не кваліфікувалася                      | Не кваліфікувалася                      | Не кваліфікувалася                      | Не кваліфікувалася                      | Не кваліфікувалася                      | Не кваліфікувалася                      |
| 1993                                    | Не кваліфікувалася                      | Не кваліфікувалася                      | Не кваліфікувалася                      | Не кваліфікувалася                      | Не кваліфікувалася                      | Не кваліфікувалася                      | Не кваліфікувалася                      | Не кваліфікувалася                      |
| 1995                                    | Не кваліфікувалася                      | Не кваліфікувалася                      | Не кваліфікувалася                      | Не кваліфікувалася                      | Не кваліфікувалася                      | Не кваліфікувалася                      | Не кваліфікувалася                      | Не кваліфікувалася                      |
| 1997                                    | Не кваліфікувалася                      | Не кваліфікувалася                      | Не кваліфікувалася                      | Не кваліфікувалася                      | Не кваліфікувалася                      | Не кваліфікувалася                      | Не кваліфікувалася                      | Не кваліфікувалася                      |
| 1999                                    | Не кваліфікувалася                      | Не кваліфікувалася                      | Не кваліфікувалася                      | Не кваліфікувалася                      | Не кваліфікувалася                      | Не кваліфікувалася                      | Не кваліфікувалася                      | Не кваліфікувалася                      |
| 2001                                    | Не кваліфікувалася                      | Не кваліфікувалася                      | Не кваліфікувалася                      | Не кваліфікувалася                      | Не кваліфікувалася                      | Не кваліфікувалася                      | Не кваліфікувалася                      | Не кваліфікувалася                      |
| 2003                                    | Не кваліфікувалася                      | Не кваліфікувалася                      | Не кваліфікувалася                      | Не кваліфікувалася                      | Не кваліфікувалася                      | Не кваліфікувалася                      | Не кваліфікувалася                      | Не кваліфікувалася                      |
| 2005                                    | Не кваліфікувалася                      | Не кваліфікувалася                      | Не кваліфікувалася                      | Не кваліфікувалася                      | Не кваліфікувалася                      | Не кваліфікувалася                      | Не кваліфікувалася                      | Не кваліфікувалася                      |
| 2007                                    | Не кваліфікувалася                      | Не кваліфікувалася                      | Не кваліфікувалася                      | Не кваліфікувалася                      | Не кваліфікувалася                      | Не кваліфікувалася                      | Не кваліфікувалася                      | Не кваліфікувалася                      |
| 2009                                    | Не кваліфікувалася                      | Не кваліфікувалася                      | Не кваліфікувалася                      | Не кваліфікувалася                      | Не кваліфікувалася                      | Не кваліфікувалася                      | Не кваліфікувалася                      | Не кваліфікувалася                      |
| 2011                                    | Не кваліфікувалася                      | Не кваліфікувалася                      | Не кваліфікувалася                      | Не кваліфікувалася                      | Не кваліфікувалася                      | Не кваліфікувалася                      | Не кваліфікувалася                      | Не кваліфікувалася                      |
| 2013                                    | Не кваліфікувалася                      | Не кваліфікувалася                      | Не кваліфікувалася                      | Не кваліфікувалася                      | Не кваліфікувалася                      | Не кваліфікувалася                      | Не кваліфікувалася                      | Не кваліфікувалася                      |
| 2015                                    | Не кваліфікувалася                      | Не кваліфікувалася                      | Не кваліфікувалася                      | Не кваліфікувалася                      | Не кваліфікувалася                      | Не кваліфікувалася                      | Не кваліфікувалася                      | Не кваліфікувалася                      |
| 2017                                    | Дискваліфікована рішенням ФІФА          | Дискваліфікована рішенням ФІФА          | Дискваліфікована рішенням ФІФА          | Дискваліфікована рішенням ФІФА          | Дискваліфікована рішенням ФІФА          | Дискваліфікована рішенням ФІФА          | Дискваліфікована рішенням ФІФА          | Дискваліфікована рішенням ФІФА          |
| 2019                                    | Не кваліфікувалася                      | Не кваліфікувалася                      | Не кваліфікувалася                      | Не кваліфікувалася                      | Не кваліфікувалася                      | Не кваліфікувалася                      | Не кваліфікувалася                      | Не кваліфікувалася                      |
| 2023                                    | Не кваліфікувалася                      | Не кваліфікувалася                      | Не кваліфікувалася                      | Не кваліфікувалася                      | Не кваліфікувалася                      | Не кваліфікувалася                      | Не кваліфікувалася                      | Не кваліфікувалася                      |
| 2025                                    | Не кваліфікувалася                      | Не кваліфікувалася                      | Не кваліфікувалася                      | Не кваліфікувалася                      | Не кваліфікувалася                      | Не кваліфікувалася                      | Не кваліфікувалася                      | Не кваліфікувалася                      |
| Загалом                                 | групова стадія                          | 1/22                                    | 3                                       | 0                                       | 0                                       | 3                                       | 0                                       | 16                                      |

## Юнацький (U-19) кубок Азії
| Статистика на Юнацьких кубках Азії | Статистика на Юнацьких кубках Азії | Статистика на Юнацьких кубках Азії | Статистика на Юнацьких кубках Азії | Статистика на Юнацьких кубках Азії | Статистика на Юнацьких кубках Азії | Статистика на Юнацьких кубках Азії | Статистика на Юнацьких кубках Азії | Статистика на Юнацьких кубках Азії |                             | Відбіркові турніри          | Відбіркові турніри          | Відбіркові турніри          | Відбіркові турніри          | Відбіркові турніри          | Відбіркові турніри |                  |
| Господар / Рік                     | Результат                          | Місце                              | І                                  | В                                  | Н                                  | П                                  | Г+                                 | Г-                                 | І                           | В                           | Н                           | П                           | Г+                          | Г-                          |                    |                  |
| ---------------------------------- | ---------------------------------- | ---------------------------------- | ---------------------------------- | ---------------------------------- | ---------------------------------- | ---------------------------------- | ---------------------------------- | ---------------------------------- | --------------------------- | --------------------------- | --------------------------- | --------------------------- | --------------------------- | --------------------------- | ------------------ | ---------------- |
| 1959                               | не брала участі                    | не брала участі                    | не брала участі                    | не брала участі                    | не брала участі                    | не брала участі                    | не брала участі                    | не брала участі                    | кваліфікація не проводилася | кваліфікація не проводилася | кваліфікація не проводилася | кваліфікація не проводилася | кваліфікація не проводилася | кваліфікація не проводилася |                    |                  |
| 1960                               | четверте місце                     | 4-е                                | 4                                  | 2                                  | 0                                  | 2                                  | 16                                 | 10                                 | кваліфікація не проводилася | кваліфікація не проводилася | кваліфікація не проводилася | кваліфікація не проводилася | кваліфікація не проводилася | кваліфікація не проводилася |                    |                  |
| 1961                               | чемпіон*                           | 1-е                                | 5                                  | 2                                  | 3                                  | 0                                  | 7                                  | 4                                  | кваліфікація не проводилася | кваліфікація не проводилася | кваліфікація не проводилася | кваліфікація не проводилася | кваліфікація не проводилася | кваліфікація не проводилася |                    |                  |
| 1962                               | третє місце                        | 3-є                                | 5                                  | 3                                  | 1                                  | 1                                  | 9                                  | 4                                  | кваліфікація не проводилася | кваліфікація не проводилася | кваліфікація не проводилася | кваліфікація не проводилася | кваліфікація не проводилася | кваліфікація не проводилася |                    |                  |
| 1963                               | не брала участі                    | не брала участі                    | не брала участі                    | не брала участі                    | не брала участі                    | не брала участі                    | не брала участі                    | не брала участі                    | кваліфікація не проводилася | кваліфікація не проводилася | кваліфікація не проводилася | кваліфікація не проводилася | кваліфікація не проводилася | кваліфікація не проводилася |                    |                  |
| 1964                               | не брала участі                    | не брала участі                    | не брала участі                    | не брала участі                    | не брала участі                    | не брала участі                    | не брала участі                    | не брала участі                    | кваліфікація не проводилася | кваліфікація не проводилася | кваліфікація не проводилася | кваліфікація не проводилася | кваліфікація не проводилася | кваліфікація не проводилася |                    |                  |
| 1965                               | не брала участі                    | не брала участі                    | не брала участі                    | не брала участі                    | не брала участі                    | не брала участі                    | не брала участі                    | не брала участі                    | кваліфікація не проводилася | кваліфікація не проводилася | кваліфікація не проводилася | кваліфікація не проводилася | кваліфікація не проводилася | кваліфікація не проводилася |                    |                  |
| 1966                               | не брала участі                    | не брала участі                    | не брала участі                    | не брала участі                    | не брала участі                    | не брала участі                    | не брала участі                    | не брала участі                    | кваліфікація не проводилася | кваліфікація не проводилася | кваліфікація не проводилася | кваліфікація не проводилася | кваліфікація не проводилася | кваліфікація не проводилася |                    |                  |
| 1967                               | віце-чемпіон                       | 2-е                                | 6                                  | 4                                  | 1                                  | 1                                  | 17                                 | 8                                  | кваліфікація не проводилася | кваліфікація не проводилася | кваліфікація не проводилася | кваліфікація не проводилася | кваліфікація не проводилася | кваліфікація не проводилася |                    |                  |
| 1968                               | не брала участі                    | не брала участі                    | не брала участі                    | не брала участі                    | не брала участі                    | не брала участі                    | не брала участі                    | не брала участі                    | кваліфікація не проводилася | кваліфікація не проводилася | кваліфікація не проводилася | кваліфікація не проводилася | кваліфікація не проводилася | кваліфікація не проводилася |                    |                  |
| 1969                               | груповий етап                      | 10-е                               | 3                                  | 0                                  | 2                                  | 1                                  | 5                                  | 6                                  | кваліфікація не проводилася | кваліфікація не проводилася | кваліфікація не проводилася | кваліфікація не проводилася | кваліфікація не проводилася | кваліфікація не проводилася |                    |                  |
| 1970                               | віце-чемпіон                       | 2-е                                | 6                                  | 5                                  | 0                                  | 1                                  | 7                                  | 4                                  | кваліфікація не проводилася | кваліфікація не проводилася | кваліфікація не проводилася | кваліфікація не проводилася | кваліфікація не проводилася | кваліфікація не проводилася |                    |                  |
| 1971                               | груповий етап                      | 12-е                               | 3                                  | 0                                  | 1                                  | 2                                  | 1                                  | 4                                  | кваліфікація не проводилася | кваліфікація не проводилася | кваліфікація не проводилася | кваліфікація не проводилася | кваліфікація не проводилася | кваліфікація не проводилася |                    |                  |
| 1972                               | чвертьфінал                        | 8-е                                | 4                                  | 2                                  | 0                                  | 2                                  | 7                                  | 6                                  | кваліфікація не проводилася | кваліфікація не проводилася | кваліфікація не проводилася | кваліфікація не проводилася | кваліфікація не проводилася | кваліфікація не проводилася |                    |                  |
| 1973                               | не брала участі                    | не брала участі                    | не брала участі                    | не брала участі                    | не брала участі                    | не брала участі                    | не брала участі                    | не брала участі                    | кваліфікація не проводилася | кваліфікація не проводилася | кваліфікація не проводилася | кваліфікація не проводилася | кваліфікація не проводилася | кваліфікація не проводилася |                    |                  |
| 1974                               | не брала участі                    | не брала участі                    | не брала участі                    | не брала участі                    | не брала участі                    | не брала участі                    | не брала участі                    | не брала участі                    | кваліфікація не проводилася | кваліфікація не проводилася | кваліфікація не проводилася | кваліфікація не проводилася | кваліфікація не проводилася | кваліфікація не проводилася |                    |                  |
| 1975                               | груповий етап                      | 15-е                               | 3                                  | 1                                  | 0                                  | 2                                  | 2                                  | 7                                  | кваліфікація не проводилася | кваліфікація не проводилася | кваліфікація не проводилася | кваліфікація не проводилася | кваліфікація не проводилася | кваліфікація не проводилася |                    |                  |
| 1976                               | чвертьфінал                        | 7-е                                | 4                                  | 1                                  | 2                                  | 1                                  | 5                                  | 3                                  | кваліфікація не проводилася | кваліфікація не проводилася | кваліфікація не проводилася | кваліфікація не проводилася | кваліфікація не проводилася | кваліфікація не проводилася |                    |                  |
| 1977                               | не брала участі                    | не брала участі                    | не брала участі                    | не брала участі                    | не брала участі                    | не брала участі                    | не брала участі                    | не брала участі                    | кваліфікація не проводилася | кваліфікація не проводилася | кваліфікація не проводилася | кваліфікація не проводилася | кваліфікація не проводилася | кваліфікація не проводилася |                    |                  |
| 1978                               | чвертьфінал                        | 8-е                                | 4                                  | 2                                  | 0                                  | 2                                  | 6                                  | 6                                  | кваліфікація не проводилася | кваліфікація не проводилася | кваліфікація не проводилася | кваліфікація не проводилася | кваліфікація не проводилася | кваліфікація не проводилася |                    |                  |
| 1980                               | не кваліфікувалася                 | не кваліфікувалася                 | не кваліфікувалася                 | не кваліфікувалася                 | не кваліфікувалася                 | не кваліфікувалася                 | не кваліфікувалася                 | не кваліфікувалася                 | 4                           | 0                           | 2                           | 2                           | 6                           | 12                          |                    |                  |
| 1982                               | не кваліфікувалася                 | не кваліфікувалася                 | не кваліфікувалася                 | не кваліфікувалася                 | не кваліфікувалася                 | не кваліфікувалася                 | не кваліфікувалася                 | не кваліфікувалася                 | 4                           | 1                           | 0                           | 3                           | 9                           | 13                          |                    |                  |
| 1985                               | не кваліфікувалася                 | не кваліфікувалася                 | не кваліфікувалася                 | не кваліфікувалася                 | не кваліфікувалася                 | не кваліфікувалася                 | не кваліфікувалася                 | не кваліфікувалася                 | 3                           | 1                           | 0                           | 2                           | 1                           | 9                           |                    |                  |
| 1986                               | груповий етап                      | 7-е                                | 3                                  | 0                                  | 1                                  | 2                                  | 1                                  | 11                                 | 3                           | 2                           | 1                           | 0                           | 4                           | 0                           |                    |                  |
| 1988                               | відмовилася                        | відмовилася                        | відмовилася                        | відмовилася                        | відмовилася                        | відмовилася                        | відмовилася                        | відмовилася                        | відмовилася                 | відмовилася                 | відмовилася                 | відмовилася                 | відмовилася                 | відмовилася                 |                    |                  |
| 1990                               | груповий етап                      | 8-е                                | 3                                  | 0                                  | 0                                  | 3                                  | 3                                  | 9                                  | кваліфікувалася як господар | кваліфікувалася як господар | кваліфікувалася як господар | кваліфікувалася як господар | кваліфікувалася як господар | кваліфікувалася як господар |                    |                  |
| 1992                               | не кваліфікувалася                 | не кваліфікувалася                 | не кваліфікувалася                 | не кваліфікувалася                 | не кваліфікувалася                 | не кваліфікувалася                 | не кваліфікувалася                 | не кваліфікувалася                 | 4                           | 3                           | 0                           | 1                           | 4                           | 2                           |                    |                  |
| 1994                               | груповий етап                      | 6-е                                | 4                                  | 1                                  | 2                                  | 1                                  | 4                                  | 5                                  | кваліфікувалася як господар | кваліфікувалася як господар | кваліфікувалася як господар | кваліфікувалася як господар | кваліфікувалася як господар | кваліфікувалася як господар |                    |                  |
| 1996                               | не кваліфікувалася                 | не кваліфікувалася                 | не кваліфікувалася                 | не кваліфікувалася                 | не кваліфікувалася                 | не кваліфікувалася                 | не кваліфікувалася                 | не кваліфікувалася                 | 3                           | 1                           | 1                           | 1                           | 8                           | 5                           |                    |                  |
| 1998                               | не брала участі                    | не брала участі                    | не брала участі                    | не брала участі                    | не брала участі                    | не брала участі                    | не брала участі                    | не брала участі                    | не брала участі             | не брала участі             | не брала участі             | не брала участі             | не брала участі             | не брала участі             |                    |                  |
| 2000                               | не кваліфікувалася                 | не кваліфікувалася                 | не кваліфікувалася                 | не кваліфікувалася                 | не кваліфікувалася                 | не кваліфікувалася                 | не кваліфікувалася                 | не кваліфікувалася                 | 3                           | 0                           | 0                           | 3                           | 1                           | 11                          |                    |                  |
| 2002                               | не кваліфікувалася                 | не кваліфікувалася                 | не кваліфікувалася                 | не кваліфікувалася                 | не кваліфікувалася                 | не кваліфікувалася                 | не кваліфікувалася                 | не кваліфікувалася                 | 3                           | 2                           | 1                           | 0                           | 5                           | 0                           |                    |                  |
| 2004                               | груповий етап                      | 16-е                               | 3                                  | 0                                  | 0                                  | 3                                  | 3                                  | 12                                 | 2                           | 2                           | 0                           | 0                           | 7                           | 0                           |                    |                  |
| 2006                               | не кваліфікувалася                 | не кваліфікувалася                 | не кваліфікувалася                 | не кваліфікувалася                 | не кваліфікувалася                 | не кваліфікувалася                 | не кваліфікувалася                 | не кваліфікувалася                 | 2                           | 0                           | 1                           | 1                           | 2                           | 4                           |                    |                  |
| 2008                               | не кваліфікувалася                 | не кваліфікувалася                 | не кваліфікувалася                 | не кваліфікувалася                 | не кваліфікувалася                 | не кваліфікувалася                 | не кваліфікувалася                 | не кваліфікувалася                 | 4                           | 2                           | 0                           | 2                           | 14                          | 5                           |                    |                  |
| 2010                               | не кваліфікувалася                 | не кваліфікувалася                 | не кваліфікувалася                 | не кваліфікувалася                 | не кваліфікувалася                 | не кваліфікувалася                 | не кваліфікувалася                 | не кваліфікувалася                 | 5                           | 2                           | 1                           | 2                           | 10                          | 9                           |                    |                  |
| 2012                               | не кваліфікувалася                 | не кваліфікувалася                 | не кваліфікувалася                 | не кваліфікувалася                 | не кваліфікувалася                 | не кваліфікувалася                 | не кваліфікувалася                 | не кваліфікувалася                 | 4                           | 2                           | 1                           | 1                           | 7                           | 4                           |                    |                  |
| 2014                               | груповий етап                      | 16-е                               | 3                                  | 0                                  | 0                                  | 3                                  | 2                                  | 8                                  | 3                           | 3                           | 0                           | 0                           | 9                           | 2                           |                    |                  |
| 2016                               | дискваліфікована рішенням ФІФА     | дискваліфікована рішенням ФІФА     | дискваліфікована рішенням ФІФА     | дискваліфікована рішенням ФІФА     | дискваліфікована рішенням ФІФА     | дискваліфікована рішенням ФІФА     | дискваліфікована рішенням ФІФА     | дискваліфікована рішенням ФІФА     | дискваліфікована            | дискваліфікована            | дискваліфікована            | дискваліфікована            | дискваліфікована            | дискваліфікована            | дискваліфікована   | дискваліфікована |
| 2018                               | чевртьфінал                        | 5-е                                | 4                                  | 2                                  | 0                                  | 2                                  | 9                                  | 9                                  | 4                           | 2                           | 0                           | 2                           | 11                          | 8                           |                    |                  |
| 2020                               | не визначено                       |                                    |                                    |                                    |                                    |                                    |                                    |                                    |                             |                             |                             |                             |                             |                             |                    |                  |
| Загалом                            | Найкраще: чемпіони                 | 16/39                              | 66                                 | 25                                 | 13                                 | 29                                 | 104                                | 116                                | 51                          | 23                          | 8                           | 20                          | 98                          | 84                          |                    |                  |

- Чемпіон*: співпереможець

| Перша гра           | Індонезія 9–3 Сінгапур (30 березня 1960; Куала-Лумпур, Малайя)              |
| Найбільша перемога  | Індонезія 9–3 Сінгапур (30 березня 1960; Куала-Лумпур, Малайя)              |
| Найбільша поразка   | Саудівська Аравія 7–0 Індонезія (3 грудня 1986; Ер-Ріяд, Саудівська Аравія) |
| Найкращий результат | Чемпіон у 1961                                                              |
| Найгірший результат | Груповий етап у 1969, 1971, 1975, 1986, 1990, 1994, 2004, 2014              |

## Юнацький чемпіонат АФФ (U-19)
| Статистика на Юнацьких чемпіонатах АФФ | Статистика на Юнацьких чемпіонатах АФФ | Статистика на Юнацьких чемпіонатах АФФ | Статистика на Юнацьких чемпіонатах АФФ | Статистика на Юнацьких чемпіонатах АФФ | Статистика на Юнацьких чемпіонатах АФФ | Статистика на Юнацьких чемпіонатах АФФ | Статистика на Юнацьких чемпіонатах АФФ | Статистика на Юнацьких чемпіонатах АФФ |
| Господар / Рік                         | Результат                              | Місце                                  | І                                      | В                                      | Н                                      | П                                      | Г+                                     | Г-                                     |
| -------------------------------------- | -------------------------------------- | -------------------------------------- | -------------------------------------- | -------------------------------------- | -------------------------------------- | -------------------------------------- | -------------------------------------- | -------------------------------------- |
| 2002                                   | груповий етап                          | 9-е                                    | 4                                      | 0                                      | 1                                      | 3                                      | 5                                      | 11                                     |
| 2005                                   | груповий етап                          | 5-е                                    | 4                                      | 2                                      | 1                                      | 1                                      | 13                                     | 8                                      |
| 2006                                   | не брала участь                        | не брала участь                        | не брала участь                        | не брала участь                        | не брала участь                        | не брала участь                        | не брала участь                        | не брала участь                        |
| 2007                                   | не брала участь                        | не брала участь                        | не брала участь                        | не брала участь                        | не брала участь                        | не брала участь                        | не брала участь                        | не брала участь                        |
| 2008                                   | не брала участь                        | не брала участь                        | не брала участь                        | не брала участь                        | не брала участь                        | не брала участь                        | не брала участь                        | не брала участь                        |
| 2009                                   | не брала участь                        | не брала участь                        | не брала участь                        | не брала участь                        | не брала участь                        | не брала участь                        | не брала участь                        | не брала участь                        |
| 2010                                   | не брала участь                        | не брала участь                        | не брала участь                        | не брала участь                        | не брала участь                        | не брала участь                        | не брала участь                        | не брала участь                        |
| 2011                                   | груповий етап                          | 6-е                                    | 4                                      | 1                                      | 1                                      | 2                                      | 14                                     | 10                                     |
| 2012                                   | не брала участь                        | не брала участь                        | не брала участь                        | не брала участь                        | не брала участь                        | не брала участь                        | не брала участь                        | не брала участь                        |
| 2013                                   | чемпіон                                | 1-е                                    | 7                                      | 4                                      | 2                                      | 1                                      | 14                                     | 5                                      |
| 2014                                   | груповий етап                          | 6-е                                    | 2                                      | 0                                      | 0                                      | 2                                      | 2                                      | 9                                      |
| 2015                                   | дискваліфікована рішенням ФІФА         | дискваліфікована рішенням ФІФА         | дискваліфікована рішенням ФІФА         | дискваліфікована рішенням ФІФА         | дискваліфікована рішенням ФІФА         | дискваліфікована рішенням ФІФА         | дискваліфікована рішенням ФІФА         | дискваліфікована рішенням ФІФА         |
| 2016                                   | груповий етап                          | 7-е                                    | 5                                      | 2                                      | 0                                      | 3                                      | 12                                     | 13                                     |
| 2017                                   | третє місце                            | 3-є                                    | 6                                      | 4                                      | 1                                      | 1                                      | 26                                     | 5                                      |
| 2018                                   | третє місце                            | 3-є                                    | 7                                      | 5                                      | 1                                      | 1                                      | 14                                     | 5                                      |
| 2019                                   | кваліфікувалася                        |                                        |                                        |                                        |                                        |                                        |                                        |                                        |
| Загалом                                | Найкраще: чемпіони                     | 8/14                                   | 39                                     | 18                                     | 7                                      | 14                                     | 100                                    | 66                                     |

| Перший матч         | Таїланд 3–1 Індонезія (24 січня 2002; Бангкок, Таїланд) |
| Найбільша перемога  | Бруней 0–10 Індонезія (14 вересня 2011; Янгон, М'янма)  |
| Найбільша поразка   | Індонезія 1–6 В'єтнам (12 вересня 2011; Янгон, М'янма)  |
| Найкращий результат | Чемпіон у 2013                                          |
| Найгірший результат | Груповий етап у 2002, 2005, 2011, 2014, 2016            |